# تاريخ المتر

أوائل التعريفات للمتر كانت واحدا من عشرة ملايين من ربع محيط الكرة الأرضية: المسافة من القطب الشمالي إلى خط الاستواء, مقاسة على طول خط الطول مارا عبر مدينة باريس.

يبتدأ تاريخ المتر مع بداية الثورة العلمية والتي تقدر باليوم الذي نشر فيه نيكولاس كوبرنيكوس كتابه الذي عنوانه الكتاب في دورات الكواكب السماوية. كان ذلك عام 1543. عُرف المتر على أنه أقصر مسافة فاصلة بين القطب الشمالي وخط الاستواء، مرورا من باريس، مقسومةً على عشرة ملايين.
جُعل المعيار الرسمي التاريخي الفرنسي للمتر أمرا واقعا في شكل قطعة معدنية، احتُفظ بها في مدينة باريس، صُنعت من معدن البلاتين.
الاسم الذي أعطي لهذا القياس هو متر الأرشيف. خلال منتصف القرن التاسع عشر، وبعد الثورة الأمريكية وبعد استقلال أمريكا اللاتينية، نال قياس المتر المزيد من القبول في الأمريكتين، خصوصا في مجال العلم. جُعل حينئذ وحدة معيارية دولية لقياس الطول، بموجب اتفاقية المتر في عام 1875. كان ذلك في بداية الثورة الصناعية الثانية.
مكّن تطور العلم من إعطاء تعريف غير مادي للمتر حيث في سنة 1960، أعطي تعريف جديد للمتر، اعتمادا على طول عدد معين من موجات الضوء، منبثقةً من تحولات معينة للعنصر الكيميائي الكريبتون. في سنة 1983، استجد هذا التعريف لكي يعطي تعريفا آخر معتمدا على سرعة الضوء فقط. في سنة 2019، أعيدت صياغة مصطلحات هذا التعريف.

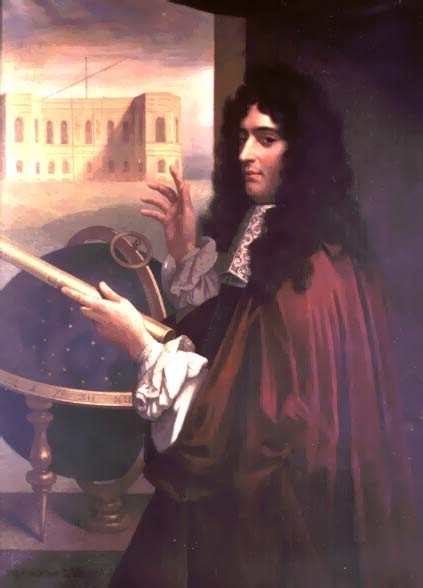
جيوفاني دومينيكو كاسيني مبينا مرصد باريس في الخلف.

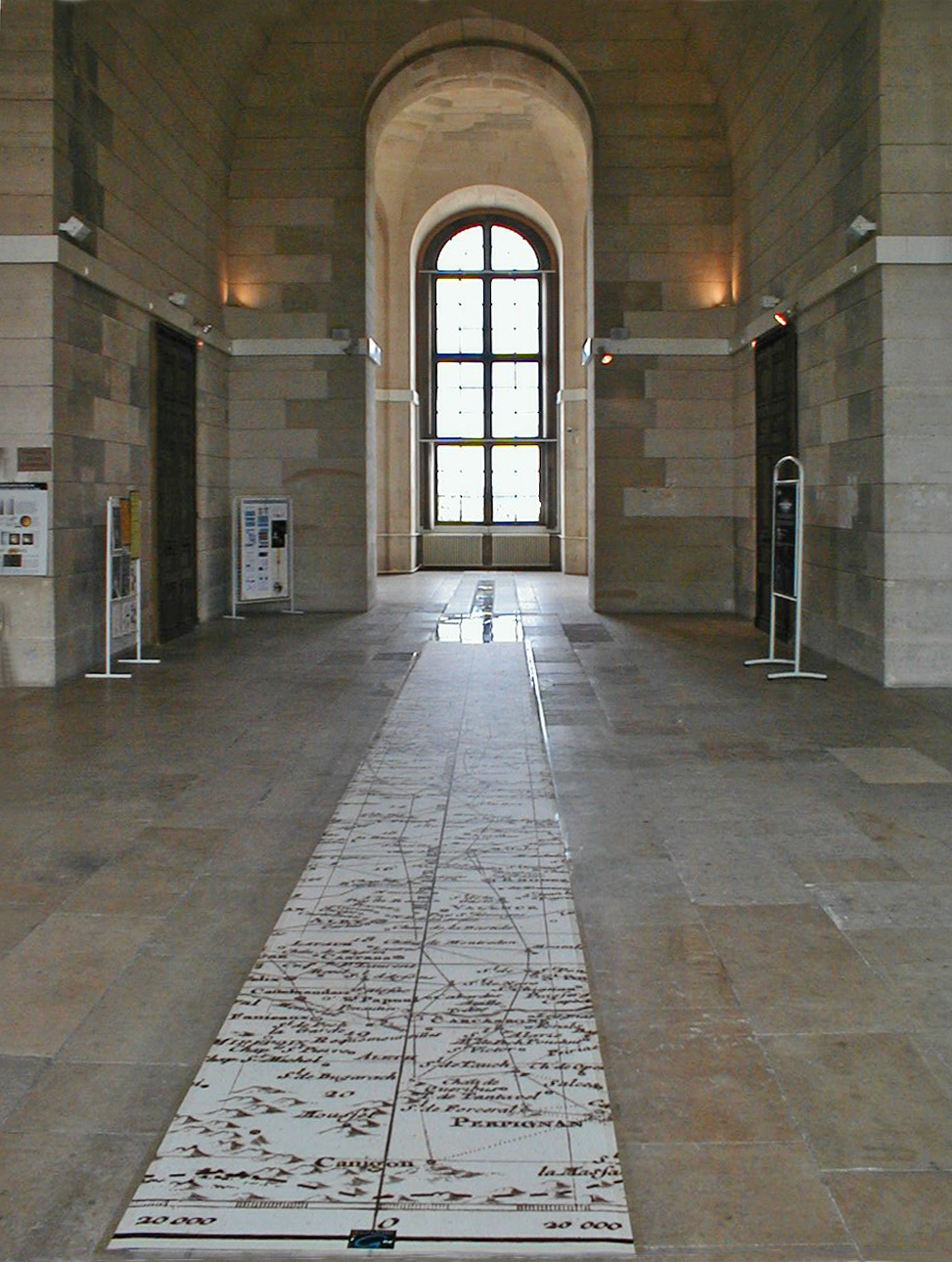
قاعة خط الطول في مرصد باريس (أو قاعة كاسيني): the خط الطول المار عبر باريس is drawn on the ground.

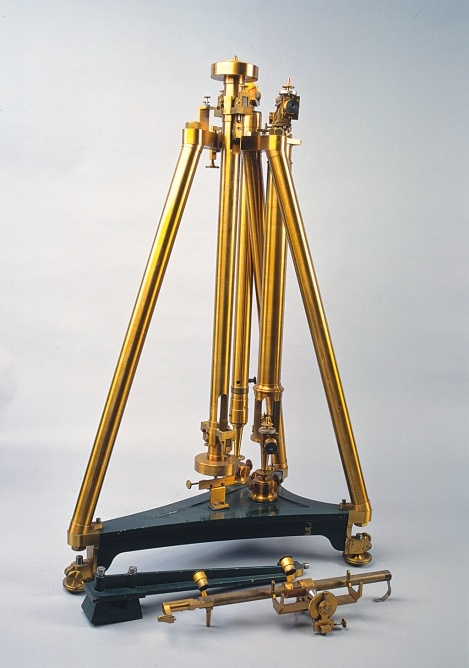
Gravimeter with variant of نواس كيتر.

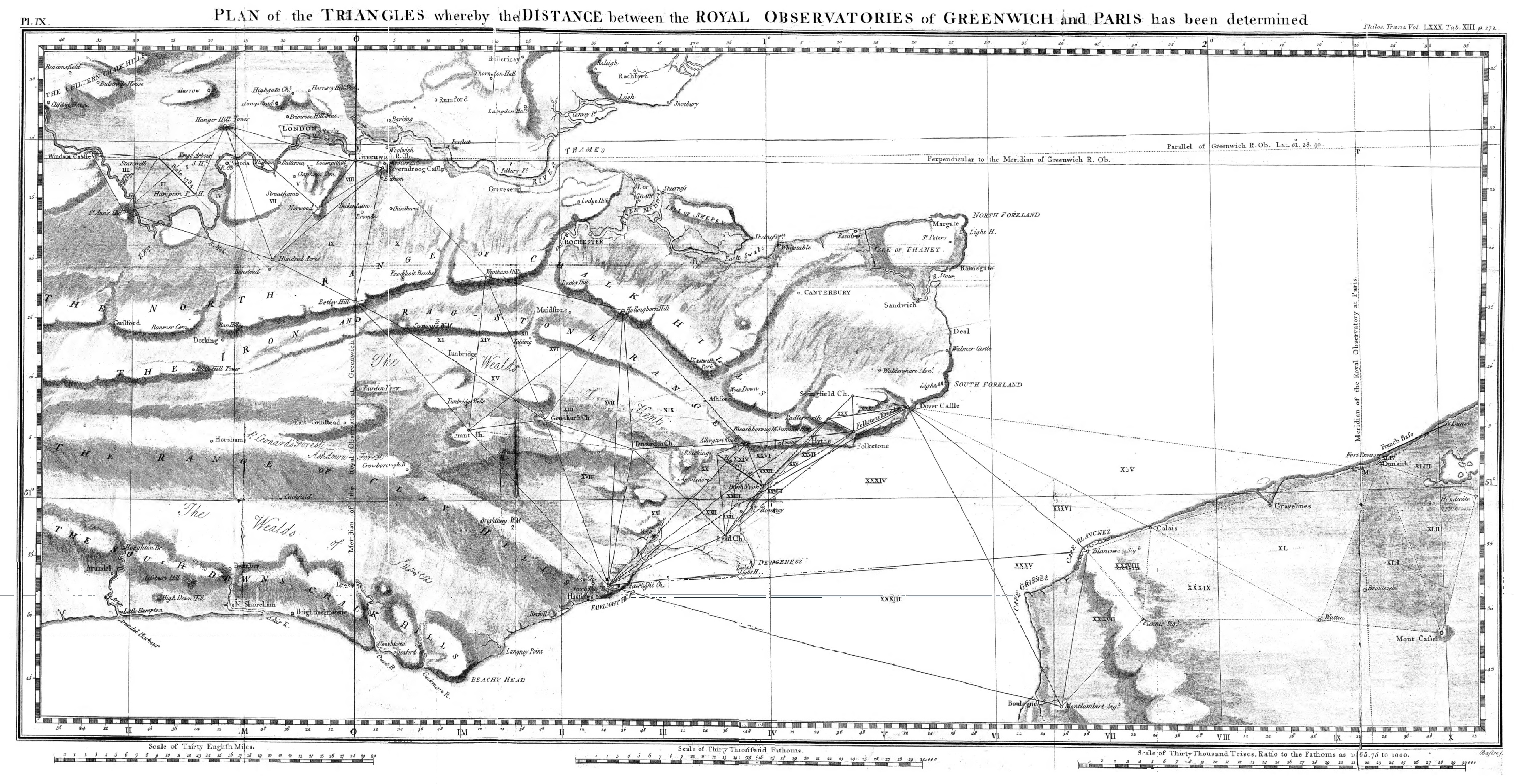
Triangulation of the Anglo-French Survey (1784–1790)

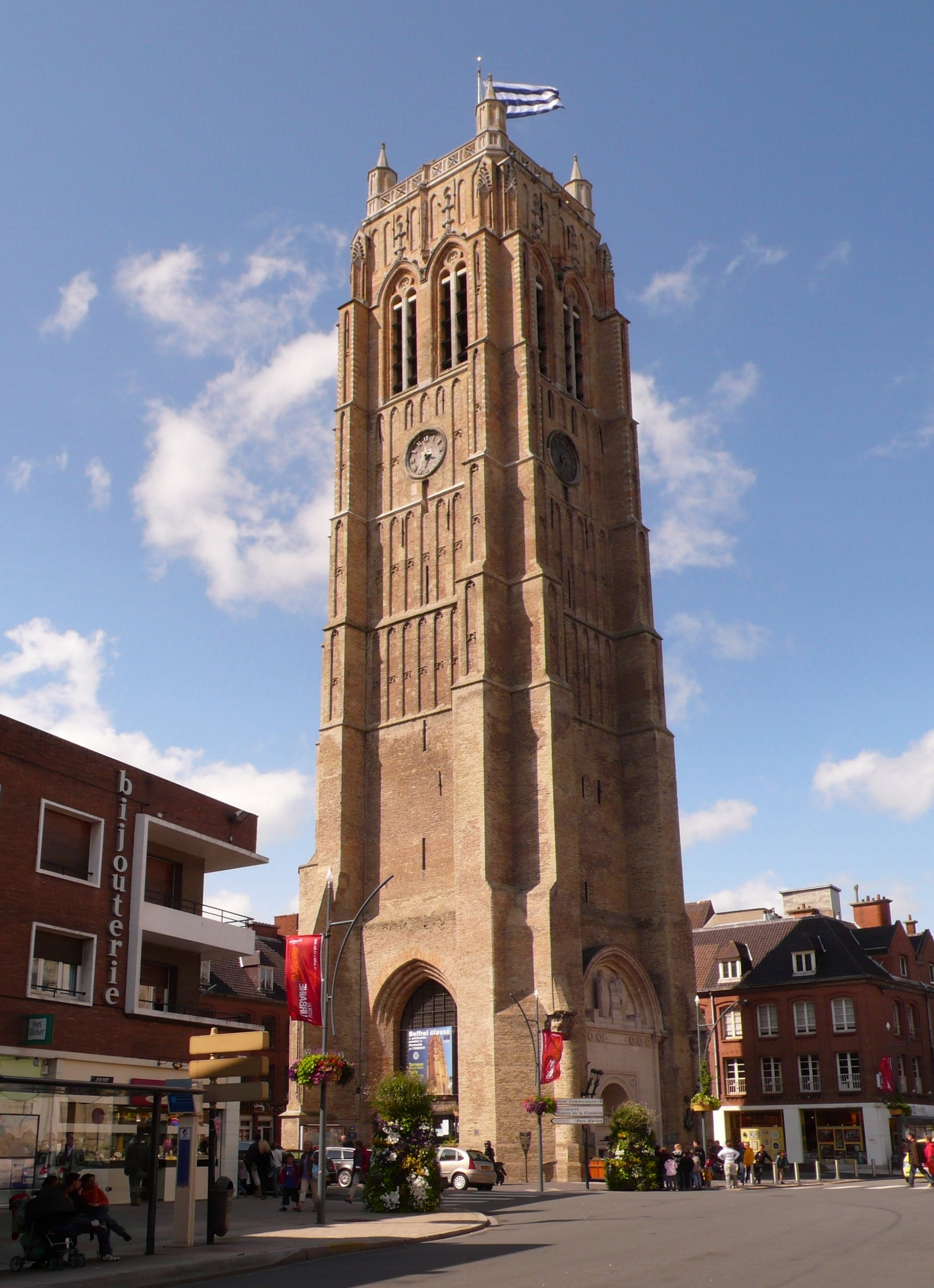
The belfry of the كنيسة القديس إيلوي – the northern end of the meridian arc running south to برشلونة

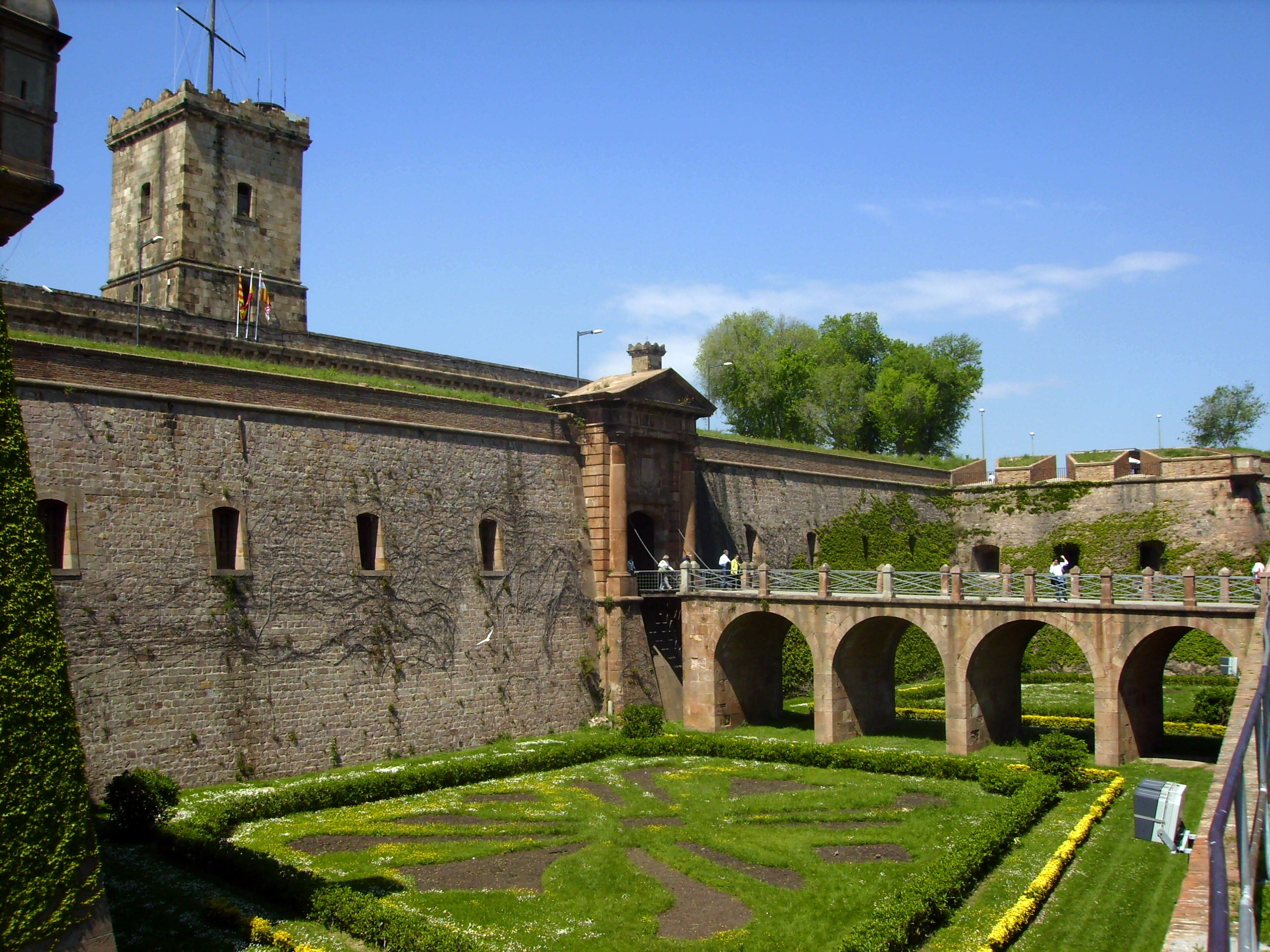
Montjuïc Castle in برشلونة, Spain – the southern end of the meridian arc

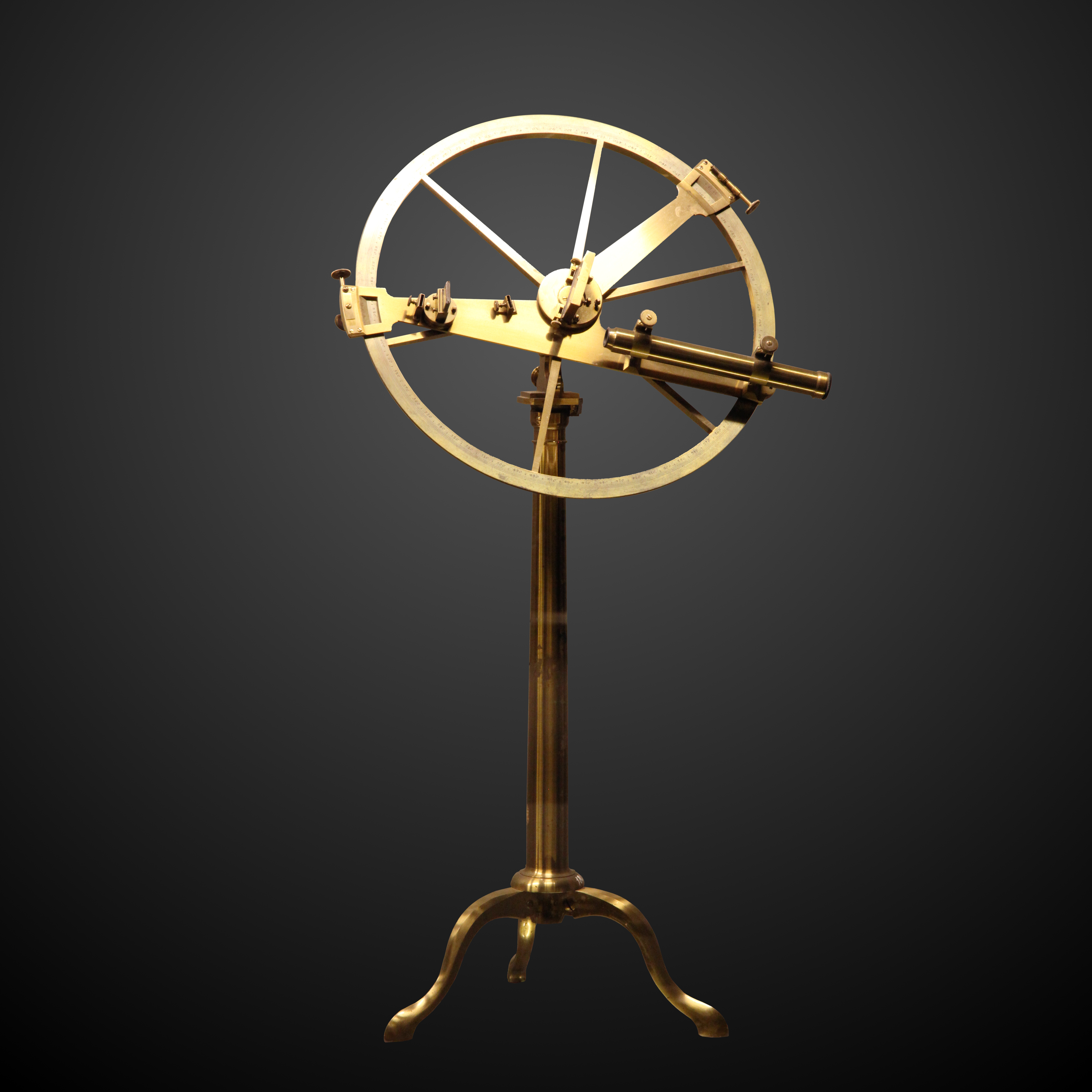
Repeating circle devised by جان شارل دي بوردا and constructed by Étienne Lenoir

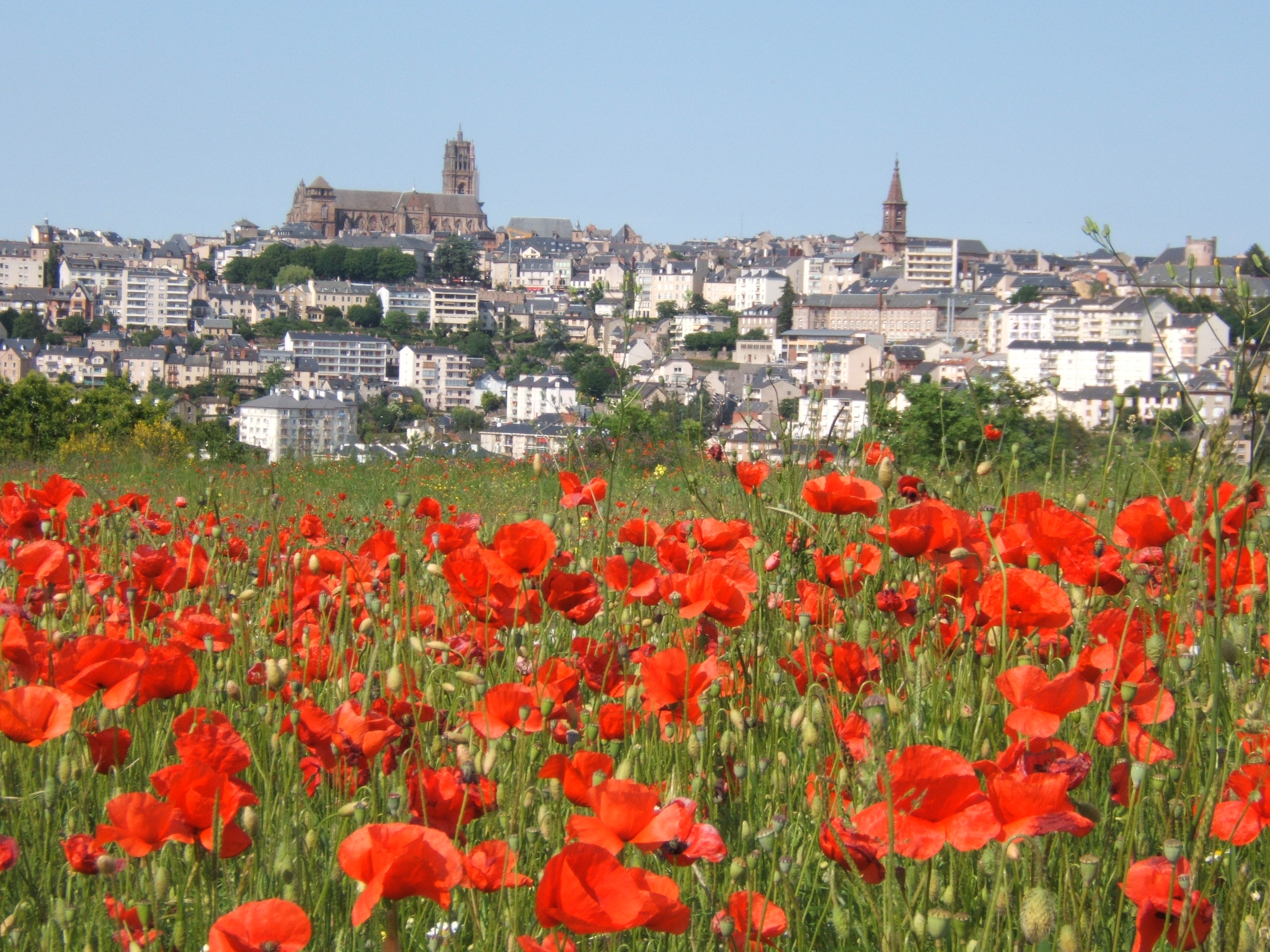
The north and south sections of the meridinal survey met at Rodez Cathedral, seen here dominating the Rodez skyline at left

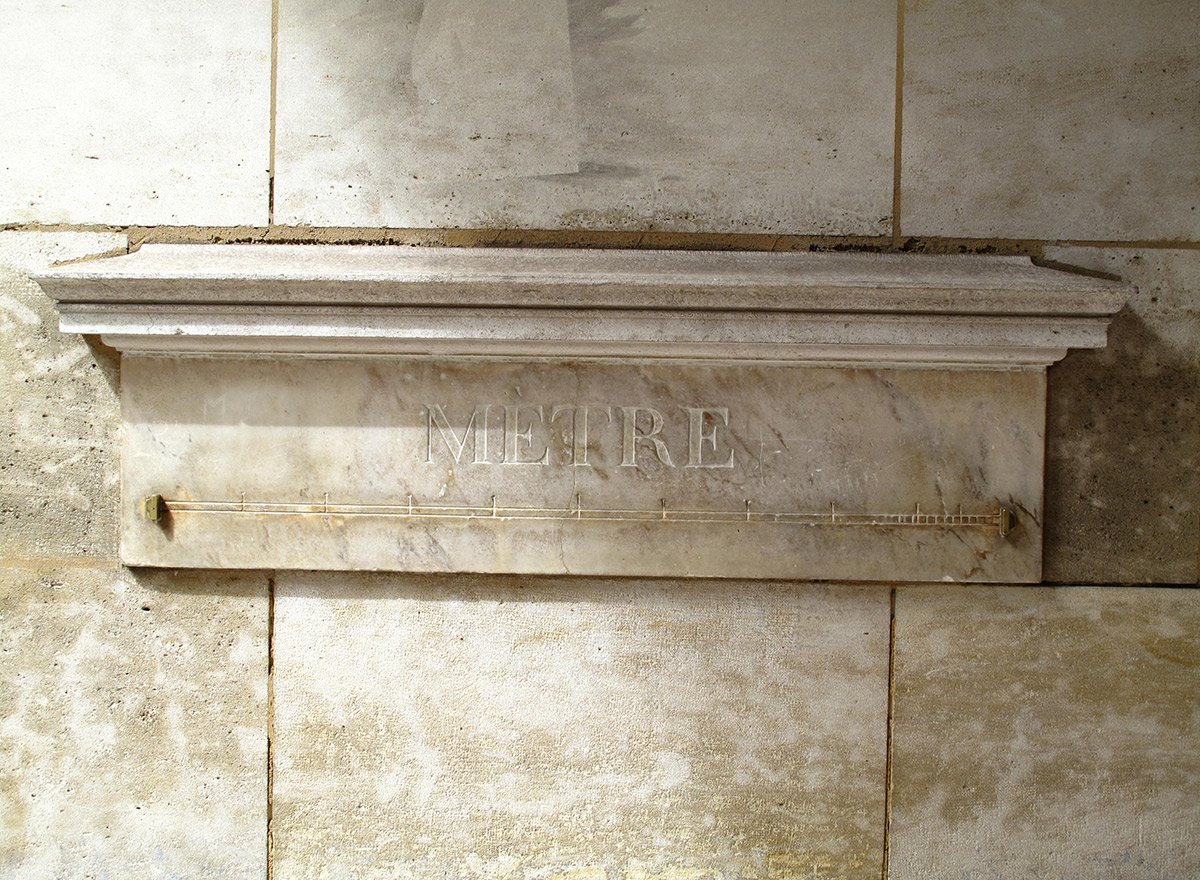
A copy of the "provisional" metre installed 1796–1797, located in the wall of a building, 36 rue de Vaugirard, Paris. These metres were based on the "provisional" metre, because the expedition to re-determine the metre was not completed until 1798.

## تعريف خطوط الطول
تُركت مسألة إصلاح القياسات في أيدي الأكاديمية الفرنسية للعلوم، التي عينت لجنةً، رأسها جان شارل دي بوردا. بدلا من الاعتماد على طريقة البندول. قررت هذه اللجنة أن هذا القياس الجديد ينبغي أن يكون مساويا لعُشر الواحد من المليون للمسافة الفاصلة بين القطب الشمالي وخط الاستواء (ربع محيط الكرة الأرضية). ضمت هذه اللجنة بوردا ذاته وجوزيف لوي لاغرانج وبيير لابلاس وغاسبار مونج وكوندورسيه. قرروا أيضا أن تُقاس هذه المسافة على خط الطول المار من باريس، على الأقل لسببين. أحدهما بديهي وهو الأمان الذي يتمتع به العاملون في هذه القياسات وأنه لا خطر يترقبهم لو كانوا موجودين في مكان آخر. أما السبب الثاني فهو لدوافع علمية. يمكن العمل على جزء من ربع محيط الأرض يزيد طوله عن الألف كلمترا، من بدايته إلى نهايته. زد على ذلك أن كلا من بدايته ونهايته تقعان على مستوى البحر، وأن هذا الجزء جاء في وسط خط الطول المدروس، مما جعل أثر تسطح الأرض على مختلف القياسات طفيفا، يمكن أن يُتجاهل.
عادت مهمة قياس القوس من خط الطول إلى كل من بيير ميشان وجان باتيست جوزيف ديلامبر. استغرقت هذه المهمة ست سنوات حيث امتدت بين عامي 1792 و1798.
قُسم هذا المشروع إلى جزئين اثنين. الأول يمتد إلى 742.7 كلمترا شمالا، أما الثاني فطوله 333 كلمترا. سبب هذا التقسيم غير المتكافئ هو وجود جبال البرانس في الجزء الجنوبي. نقطة البداية للجزء الشمالي هي مدينة دونكيرك. ونقطة النهاية للجزء الجنوبي هو مدينة برشلونة. يلتقي الجزءان في المدينة الفرنسية الصغيرة روديز.

## المعيار المعتمد على سرعة الضوء

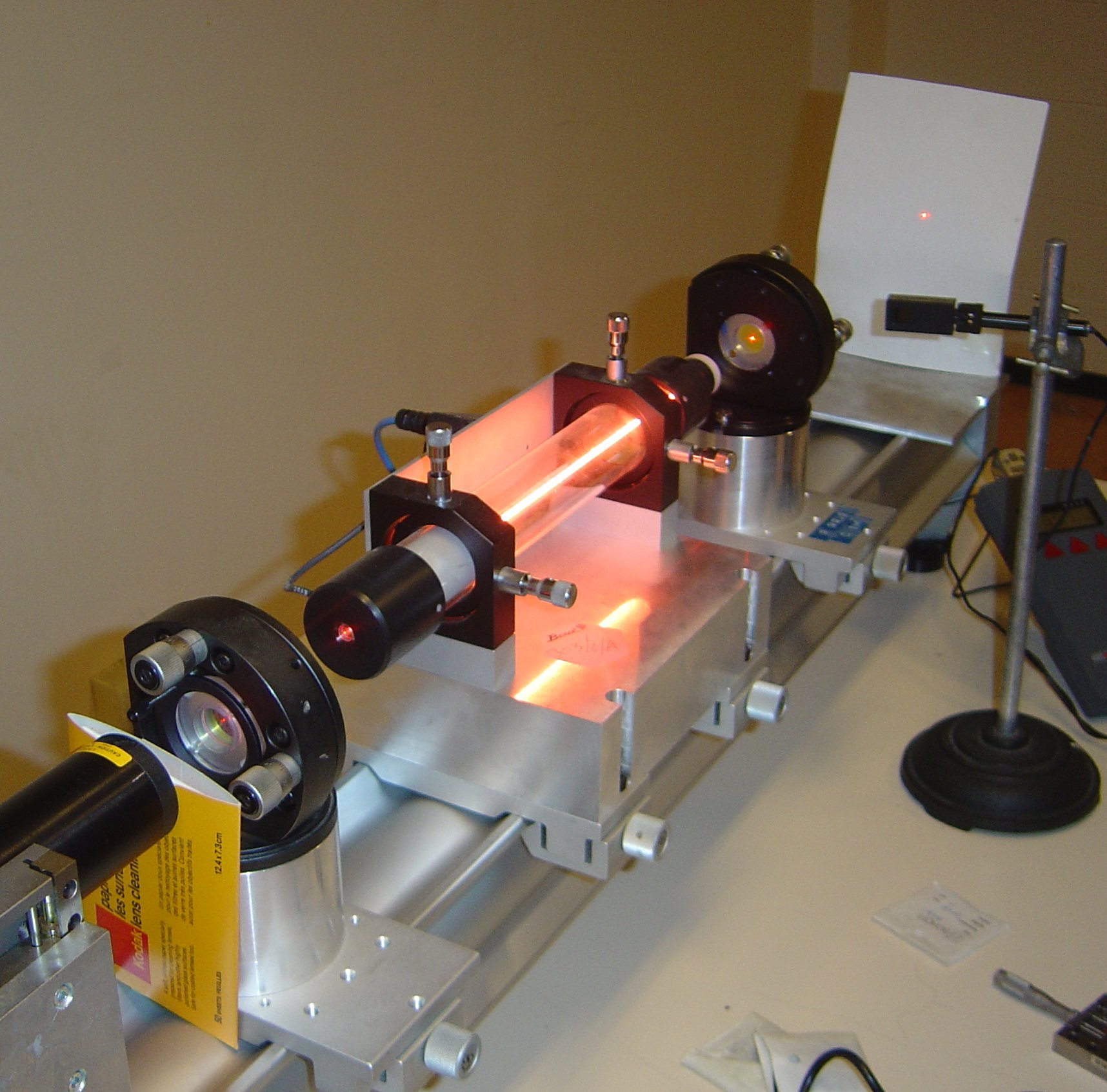
A helium–neon laser at the Kastler-Brossel Laboratory at Univ. Paris 6

تزامنت إعادة تعريف المتر مع اختراع الليزر. كان ذلك في سنة 1960.